# Brachiaria perrieri
Brachiaria perrieri är en gräsart som beskrevs av Aimée Antoinette Camus. Brachiaria perrieri ingår i släktet Brachiaria och familjen gräs.
Artens utbredningsområde är Madagaskar. Inga underarter finns listade i Catalogue of Life.